# كولمان زينو
كولمان زينو (بالإنجليزية: Coleman Zeno)‏ هو لاعب كرة قدم أمريكية أمريكي، ولد في 18 نوفمبر 1946 في نيو أورلينز في الولايات المتحدة.

## وصلات خارجية
- كولمان زينو على موقع مرجع كرة القدم المحترفة.كوم (الإنجليزية)